# Маяк Портсмут-Харбор
Маяк Портсмут-Харбор (англ. Portsmouth Harbor Light) — маяк, расположенный на острове Нью-Касл, в черте города Нью-Касл в устье реки Пискатакуа на правом берегу недалеко от города Портсмут, округ Рокингхем, штат Нью-Гэмпшир, США. Построен в 1771 году. Автоматизирован в 1960 году. 

## История
Маяк обеспечивает навигацию до города Портсмут, крупного центра кораблестроения, и одного из первых английских поселений в Северной Америке. Он был построен еще в колониальный период до Американской революции, в 1771 году. Для защиты города англичане в 1632 году построили Форт Уильям и Мэри после революции перестроенный и переименованный в форт Конститьюшн. Маяк был построен рядом с фортом и представлял собой шестиугольную деревянную башню. Для освещения использовались масляные лампы. В связи с перестройкой форта, в 1804 году был построен и новый маяк. Он представлял собой восьмиугольную деревянную башню высотой 24 метра и деревянный дом смотрителя. В 1851 году высота башни была признана избыточной в связи с тем, что маяк Уэйлбек на другом берегу реки Пискатакуа, разделяющей штаты Нью-Гэмпшир и Мэн, был введен в эксплуатацию, и башня была укорочена до 17 метров. В 1854 году на маяк была установлена линза Френеля. Но состояние построек ухудшалось. В 1871 году было построен новый дом смотрителя. В 1877 году был построен новый маяк, представляющий собой башню из чугуна облицованную кирпичом высотой 15 метров. В 1897 году, а затем и в 1905 году дом смотрителя был перенесён на новое место из-за перестройки форта. в 1903 году была построена небольшая котельная. В 1960 году Береговая охрана США автоматизировала маяк.
В 2009 году маяк был включен в Национальный реестр исторических мест.

## Легенды
Про маяк существует легенда, что в нём обитает призрак. Ему был посвящён один из выпусков программы Охотники за призраками на канале Sci-fi.

## Фотографии
- Маяк и дом смотрителя